# 奇基托斯县

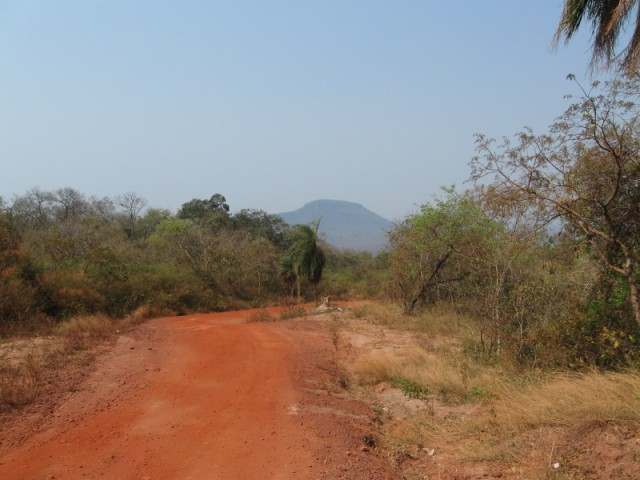

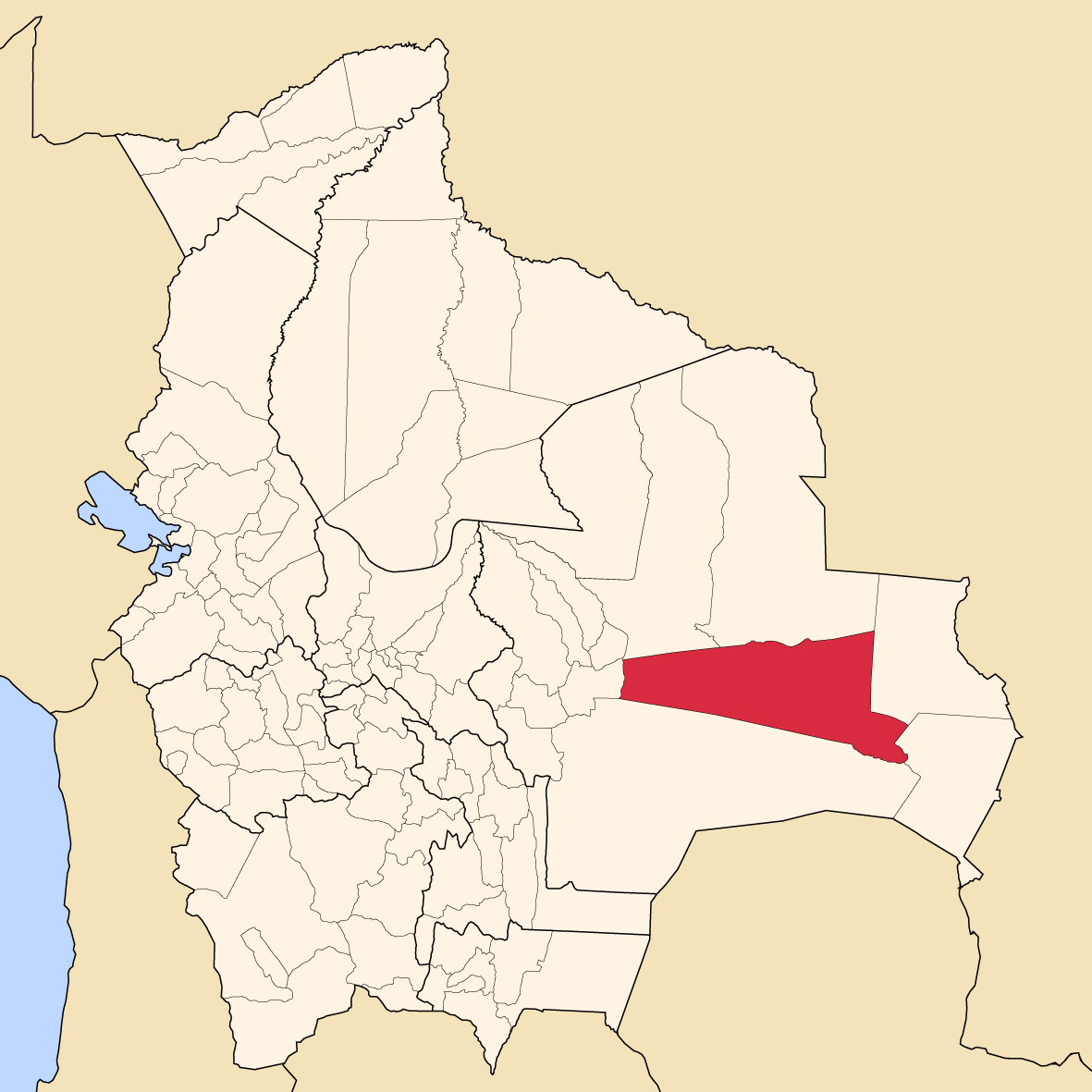

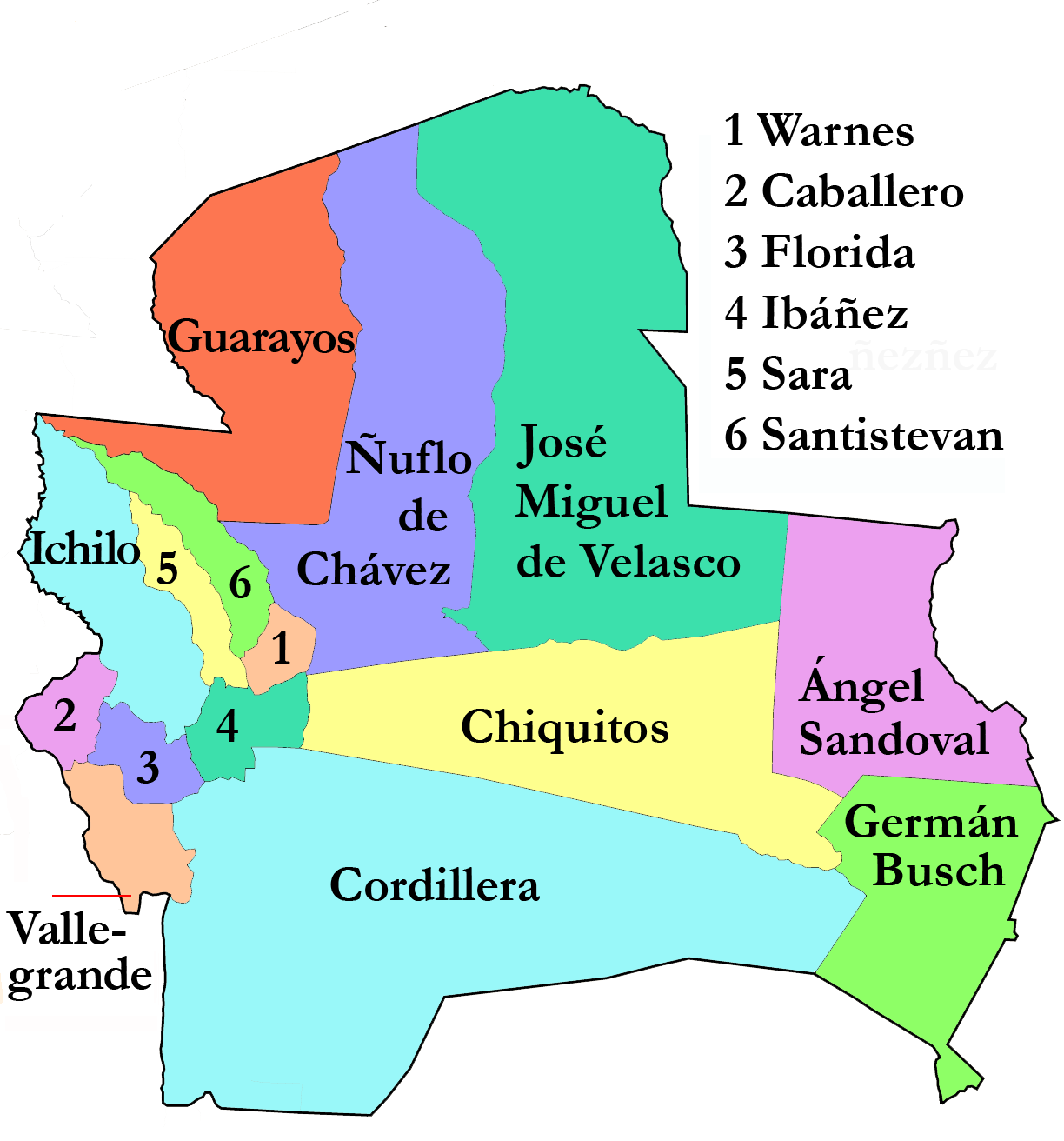

奇基托斯县（西班牙語：Provincia Chiquitos），是玻利維亞的县份，位於該國東部，屬於聖克魯斯省的一部分，县府設於聖何塞-德奇基托斯，面積31,429平方公里，海拔高度296米，2001年人口59,754，人口密度每平方公里1.9人。